# Tuono blu (film)
Tuono blu (Blue Thunder) è un film statunitense del 1983 diretto da John Badham. Il film presenta un elicottero high-tech con lo stesso nome e vede come protagonisti Roy Scheider, Warren Oates, Candy Clark, Daniel Stern e Malcolm McDowell.

## Trama
(Frank Murphy)
Frank Murphy è un agente di polizia a Los Angeles, dislocato alla sezione elicotteri; veterano del Vietnam (dove ha fatto un turno intero ed ha chiesto il congedo durante il secondo per una ferita), ha ogni tanto incubi su fatti accaduti durante la ferma, e si autocontrolla con l'orologio per sapere se il suo accorgersi dello scorrere del tempo è affidabile; ha una storia altalenante con Kate, una madre single. Un giorno gli viene affiancato un novellino, Richard Lymangood, come osservatore; alla prima notte di lavoro, i due assistono dall'alto all'aggressione ed al ferimento di Diana McNeely, consigliere comunale (che morirà poi in ospedale), da parte di due balordi che sembrano più interessati ai suoi documenti che ai soldi; il tutto viene osservato da un uomo su una macchina che si allontana quando la donna cade per la ferita; la cosa sembra sospetta a Murphy ma il loro superiore, il capitano Braddock, è più interessato al fatto che hanno sconfinato dalla loro zona attirando le proteste degli abitanti (il tutto per vedere attraverso una finestra una donna che ha l'abitudine di fare ginnastica in casa propria completamente nuda). Murphy decide comunque di andare a vedere di persona, nonostante Braddock lo sospenda.
Controllando il posto trova alcuni fogli sfuggiti agli aggressori, ma prima che possa capirci qualcosa, Braddock lo chiama al cercapersone; gli è stato affidato un incarico speciale, con Braddock come osservatore; i due si recano in una base militare con due funzionari governativi, Fletcher e Heismann, per assistere ad una dimostrazione di un nuovo elicottero, Tuono Blu. In vista delle Olimpiadi del 1984, le alte sfere vogliono cautelarsi utilizzando sofisticati apparati di sorveglianza a bordo di elicotteri; il Tuono Blu è in grado di spiare le persone ed ottenere informazioni in tempo reale grazie al computer di bordo; in più, è armato con una mitragliera Vulcan a sei canne rotanti con una cadenza di fuoco di 4.000 colpi al minuto, la cui micidiale peculiarità sta nel fatto che questa è in grado di mirare automaticamente qualsiasi cosa il pilota stia guardando, attraverso il visore del casco collegata al computer. La cosa già preoccupa Murphy, poiché gli elicotteri della polizia non possono essere armati per regolamento. A sua insaputa, tra il pubblico c'è l'uomo che era presente all'aggressione della consigliera McNeely.
La parte peggiore è che, nonostante il sindaco abbia voluto un pilota civile per tenere la faccenda il più possibile legata alle istituzioni locali, c'è anche il collaudatore militare, ovvero il colonnello Cochrane, ex commilitone di Murphy; i rapporti tra i due sono ancora tesi ad anni di distanza; Cochrane cercò di far processare Murphy per qualcosa accaduto durante un'azione, e questi la scampò solo perché in quella circostanza rimase ferito.
La mattina successiva, mentre Lymangood si fa spiegare dai tecnici il funzionamento dei sistemi di bordo, Murphy dà al collega ed amico Montoya il foglio perso dalla McNeely, per farlo tradurre (il documento è in spagnolo); prima che Murphy e Lymangood salgano sul loro Ranger, Cochrane rompe un morsetto e allenta un bullone che trasmettono il movimento al rotore di coda, poi sfida i due a fare qualche acrobazia seguendo lui che pilota Tuono Blu; a un certo punto le vibrazioni fanno uscire completamente il bullone. Privo della spinta posteriore (necessaria per stabilizzare gli elicotteri), l'elicottero dei due gira in senso opposto al movimento del rotore principale e comincia a cadere; ma l'esperienza di Murphy riesce a limitare i danni e, più di tutto, a far sì che lui e Lymangood ne escano illesi. Cochrane non può far altro che provocare Murphy, il quale gli intima di stare attento; la cosa arriva a Braddock, che redarguisce Murphy, avvertendolo però che i funzionari federali vogliono farlo fuori dal progetto.
Qualche giorno dopo, mentre accompagna Kate ed il figlio al lunapark, Murphy si incontra discretamente con Montoya; il collega lo informa che, secondo il documento, degli estranei stanno provocando guai nel quartiere messicano; il documento contiene anche una parola non spagnola, "THOR".
Alla prima notte di volo, Murphy e Lymangood scoprono via via le potenzialità dell'elicottero, e Murphy è sempre più perplesso e preoccupato; tramite i computer, Lymangood accede ai dossier su se stesso e sul collega; a questo punto Murphy gli chiede di indagare su Cochrane, e trova nel suo dossier un collegamento con un certo progetto THOR; si tratta del Tactical Helicopter Offensive Response, un progetto militare ultrasegreto. Intanto i due hanno seguito dall'alto Cochrane e Fletcher in un edificio federale, origliando la conversazione con altri funzionari del governo tramite gli apparecchi di Tuono Blu; il tutto è registrato sulla memoria di bordo. Diana McNeely stava per rivelare il legame tra i pezzi grossi presenti, la costruzione del Tuono Blu e la repressione dei tumulti nel quartiere messicano, ormai prossimi a scoppiare; i due aggressori erano stati pagati per sottrarle i documenti comprovanti il complotto, ma la reazione della donna aveva messo paura ai balordi, che l'avevano colpita a morte. Ma intenti a fissare lo schermo, i due non si accorgono che Cochrane guarda proprio nella loro direzione; tornati di corsa alla base, Lymangood trafuga il nastro e Murphy si reca da Braddock, il quale lo sospende nuovamente per aver disobbedito ancora; essendo Heissman presente, Murphy non può parlare liberamente.
Più tardi, Lymangood viene assalito da tre uomini a casa sua, immobilizzato e picchiato per fargli confessare dove ha messo il nastro; l'agente riesce a scappare, ma viene travolto dall'uomo misterioso. Murphy passa in seguito sul luogo e vede il corpo portato via; sentendo via radio che lo stanno cercando per interrogarlo, si ferma ad un telefono per controllare i messaggi nella sua segreteria e ascolta le istruzioni di Lymangood, che ha registrato un messaggio a bordo di Tuono Blu.
La mattina dopo, Cochrane, Fletcher e Heissman stanno valutando le opzioni; i nastri di Tuono Blu si possono cancellare anche a distanza, ma Lymangood aveva cambiato il codice necessario. Nel frattempo Murphy entra nella cabina di Tuono Blu e scopre il nascondiglio del nastro, poi ruba l'elicottero e scappa; in volo, chiama Kate e la manda a prelevare il nastro per conto suo, dopodiché dovrà portarlo alla rete tv KBLA; con una seconda chiamata cerca alla sede della tv i due giornalisti che si erano occupati del servizio sulla McNeely: Mario Machado e Alf Hewitt; essendo ambedue assenti, lascia un messaggio dicendo che manderà un pacchetto.
Dalla centrale, i tre cospiratori rintracciano i destinatari delle chiamate e provvedono; Fletcher va personalmente alla KBLA. Intanto Braddock fa alzare in volo due elicotteri con squadre SWAT dotate di armi pesanti, che inseguono Murphy; Tuono Blu resiste al fuoco e comincia un breve duello aereo, sbarazzandosi degli inseguitori. Kate ha intanto trovato il nastro ma viene inseguita dalle pattuglie, e Murphy interviene bucando un'autopattuglia con la mitragliera. Il sindaco, nonostante il parere contrario del capitano Braddock, dà il via libera al piano di Cochrane, che ha chiesto ai militari l'invio di due caccia F-16, armati di missili a ricerca di calore.
Alla KBLA, Fletcher si spaccia per collaboratore di Mario Machado, ma Kate non si fida; arriva Alf Hewitt e scopre Fletcher, il quale tenta di ottenere il nastro con le maniere forti, ma viene colpito da una guardia; visionato il nastro, Hewitt avverte i suoi collaboratori e manda a dire a Machado di non esagerare con la versione del matto volante, rilasciata dalle autorità per coprirsi le spalle.
Murphy ha intanto i suoi problemi per seminare i missili degli F-16, dovendo prendere tempo e dare modo di evacuare le aree in cui si nasconde: il primo distrugge una rosticceria cinese il cui comignolo mascherava col suo calore la traccia di Tuono Blu; il secondo devasta la parte superiore di un grattacielo; a questo punto, Murphy affronta i caccia in campo aperto e ne abbatte uno; l'altro si ritira.
Il sindaco decide di fermare l'operazione, ma Cochrane ha mandato a prendere un elicottero Cayuse, armato con due mitragliatrici pesanti; mentre Murphy osserva il pilota dell'F-16 abbattuto atterrare sano e salvo, Cochrane lo affianca di soppiatto e fa fuoco; la blindatura di Tuono Blu questa volta cede; Murphy viene ferito ad una gamba, la mitragliera orientabile viene danneggiata e il perno di rotazione si blocca, il carburante comincia ad uscire da un buco; scappando, Murphy ha un flashback del Vietnam, quando Cochrane buttò giù dal loro elicottero un vietnamita senza apparente ragione. I due rivali ingaggiano uno spettacolare duello nel cielo di Los Angeles, dando fondo a tutta la loro esperienza di volo; alla fine, non riuscendo a scollarsi Cochrane da dietro, Murphy tenta il "Giro della Morte", una manovra aerodinamicamente impossibile che consiste nel fare una rotazione dal basso verso l'alto di 360 gradi; Cochrane, incredulo, lo segue, ma la velocità di Tuono Blu ha la meglio e Murphy, già orizzontale, coglie il suo avversario in verticale e lo colpisce con facilità (prima del volo con il Ranger, Cochrane aveva deriso Murphy dandogli del bugiardo davanti a Lymangood per aver dichiarato di averlo già fatto in precedenza).
Resta solo Tuono Blu a cui provvedere, e Murphy atterra sulle rotaie proprio mentre sta sopraggiungendo un treno, che travolge e distrugge l'elicottero. Murphy, uscito dal velivolo pochi attimi prima, si allontana zoppicando, mentre la voce di Mario Machado al tg conclude la storia: ufficialmente Murphy è atterrato per esaurimento del carburante, finendo sulle rotaie per caso; col nastro arrivato alla KBLA, il sindaco riapre le indagini sulla morte di Diana McNeely, collegandola con quella di Lymangood; diversi funzionari governativi, sia locali che federali, verranno arrestati o fermati per interrogatorio.

## Produzione
I co-sceneggiatori Dan O'Bannon e Don Jakoby iniziarono a sviluppare la trama alla fine degli anni settanta, quando vivevano insieme in un appartamento di Hollywood, dove venivano regolarmente svegliati dagli elicotteri della polizia che volavano a bassa quota. La loro sceneggiatura originale aveva una connotazione più politica, attaccando il concetto di uno stato di polizia che controlla la popolazione attraverso la sorveglianza ad alta tecnologia e gli armamenti pesanti. Per la sceneggiatura trovarono un ampio aiuto dal capitano Bob Woods, allora capo della divisione di supporto aereo della polizia di Los Angeles. La prima bozza della sceneggiatura di Tuono blu fu scritta nel 1979 e presentava Frank Murphy come un personaggio principale con problemi psicologici più profondi, che andava su tutte le furie e distruggeva gran parte di Los Angeles prima di cadere finalmente abbattuto dagli F-16.
Girato in esterni a Los Angeles a partire dagli ultimi mesi del 1981, Tuono blu fu il penultimo film di Warren Oates prima della sua morte, avvenuta il 3 aprile 1982, durante la post-produzione, e il film è a lui dedicato. Successivamente fu realizzata una serie televisiva di una sola stagione da 11 episodi, uscita nel 1984 e trasmessa anche in Italia.
Sebbene il film fosse stato girato a Los Angeles e venissero menzionati quartieri della vita reale, il LAPD non consentì che venissero fatti riferimenti ad essi. Quindi, le forze di polizia sono conosciute come la più generica "Polizia metropolitana" e Frank Murphy fa parte della immaginaria "ASTRO Division" (Air Support to Regular Operations), anziché della vera "Divisione di supporto aereo". Tuttavia, gli incarichi di supporto aereo sono spesso noti come A.S.T.R.O. ovvero "Supporto aereo alle operazioni regolari".
L'eliporto Hooper da cui operava il LAPD all'epoca (ora opera dall'aeroporto internazionale di Los Angeles) servì come base per l'unità di polizia immaginaria mentre la costruzione dell'eliporto era ancora in fase di completamento. La scena del drive-in in cui la ragazza di Frank, Kate, recupera il nastro, venne girata al Pickwick Theatre di Burbank, in California; il teatro da allora è stato demolito e sostituito da un supermercato Pavilions.
Malcolm McDowell, che interpretava l'antagonista, il colonnello Cochrane, aveva una grande paura di volare e nemmeno la sua moglie di allora Mary Steenburgen riuscì a convincerlo a superare la sua fobia. In un'intervista per Starlog nel 1983, Badham ha ricordato: "Era terrorizzato. Era solito uscire e vomitare dopo un volo". Le smorfie e il disagio di McDowell possono essere visti durante la battaglia culminante tra Murphy e Cochrane nel film. La Steenburgen ha commentato in seguito al regista: "Non so come l'hai portato lassù, io non riesco nemmeno a metterlo su un 747!"

### Elicottero Tuono blu

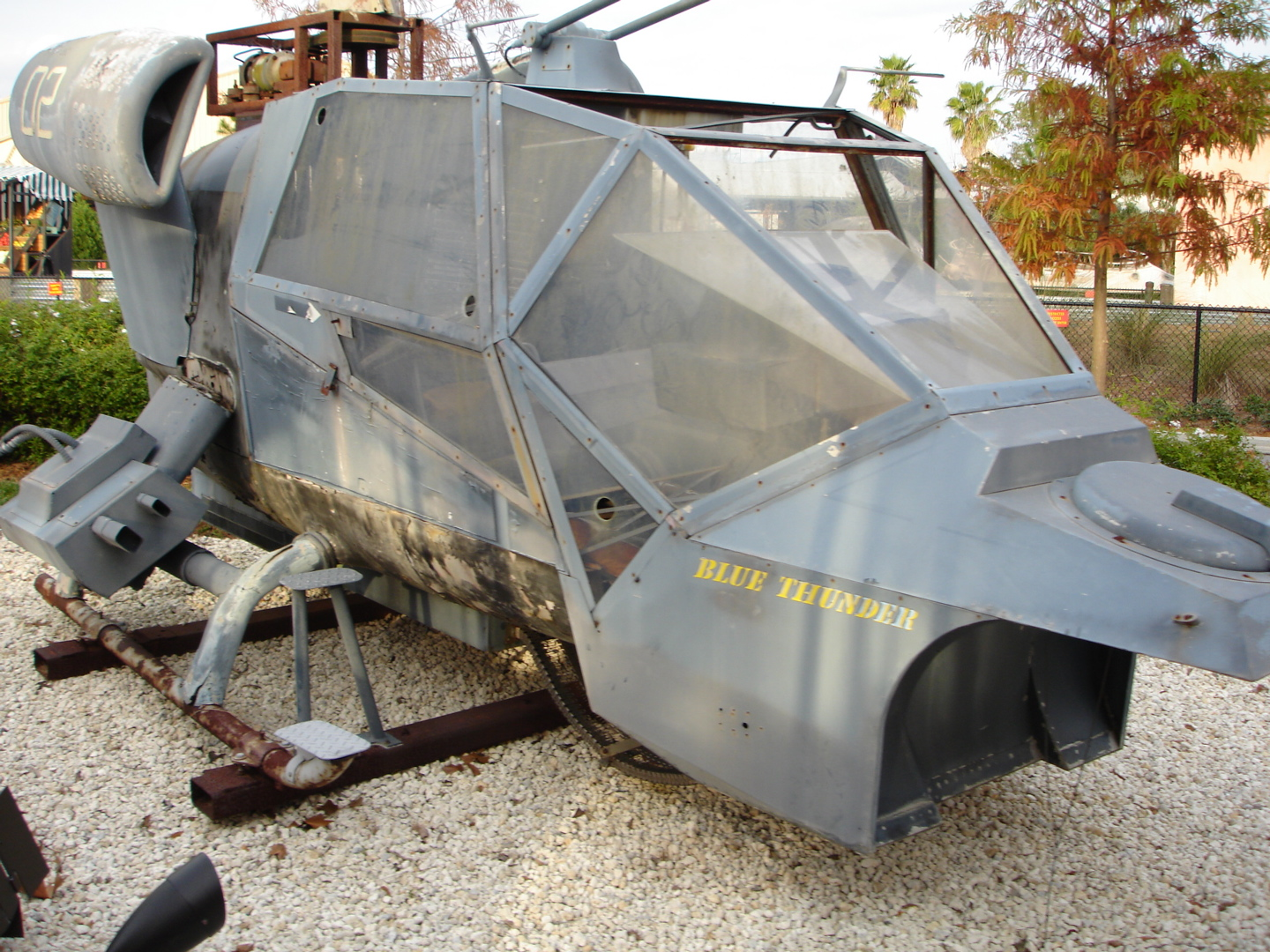
Un rifacimento del Tuono Blu esposto ai Disney's Hollywood Studios

Il designer Mickey Michaels creò gli elicotteri usati nel film dopo aver esaminato e rifiutato vari progetti esistenti. Gli elicotteri utilizzati per Tuono blu erano degli Aérospatiale SA-341G Gazelle di costruzione francese, modificati con parti imbullonate e lastre di plastica trasparente in stile Apache. Per le riprese del film furono utilizzati due elicotteri Gazelle modificati, un elicottero Hughes 500 e due modelli di caccia F-16 radiocomandati. Gli elicotteri furono acquistati dalla Aérospatiale dalla Columbia Pictures per $ 190.000 ciascuno e trasportati in aereo presso la Cinema Air a Carlsbad, in California, dove vennero adattati per il film. Queste modifiche resero gli elicotteri così pesanti che fu necessario utilizzare vari trucchi per farli sembrare veloci e agili nel film. Ad esempio, la manovra di loop a 360° che Murphy esegue alla fine del film, che coglie Cochrane così completamente di sorpresa da essere facilmente abbattuto dagli spari di Murphy e ucciso, venne eseguita da un modello radiocomandato in scala 1/4.

## Accoglienza

### Botteghino
Tuono blu, costato 22 milioni di $, è uscito il 13 maggio 1983. È stato il film numero 1 in classifica negli Stati Uniti nel weekend di apertura, incassando $ 8.258.149 in 1.539 sale, superando il precedente numero 1 Flashdance. Il film è stato classificato n. 2 nel secondo e terzo fine settimana. Complessivamente, in tutto il mondo, ha incassato $ 42.313.354 per i suoi 66 giorni di proiezione, quasi il doppio del budget necessario per produrlo. Tuono blu è stato proiettato nella Germania occidentale il 5 febbraio 1983, prima della sua uscita negli Stati Uniti, essendo stato proiettato in tutto il mondo tra giugno e settembre 1983. La sua uscita nel Regno Unito è stata il 25 agosto 1983. È stato proiettato nella Germania dell'Est e nella Corea del Sud nel 1984. Il film ha incassato 21,9 milioni di dollari in noleggi video negli Stati Uniti.

### Critica
Su Rotten Tomatoes il film ha un indice di gradimento del 78% basato su 23 recensioni. Su Metacritic ha un punteggio del 66% sulla base delle recensioni di 11 critici, indicando "recensioni generalmente favorevoli".
Variety lo ha definito "un cartone animato live-action da brivido, assolutamente non plausibile ma non per questo meno divertente". Rita Kempley del Washington Post ha scritto: "Tuono blu aleggia solo da questo lato della spazzatura e dall'altro lato della credibilità, ma spinge un pubblico volenteroso nel paradiso dell'adrenalina". Vincent Canby del New York Times ha scritto: "Le sequenze d'azione sono ciò di cui tratta il film, e sono straordinariamente ben fatte, inclusa una sparatoria culminante, in gran parte senza sangue, tra elicotteri e caccia a reazione su Los Angeles".
CJ Henderson ha recensito Tuono blu in The Space Gamer n. 63. Henderson ha commentato che "Tuono blu è il film d'azione imperdibile di quest'anno. Guardatelo".
Christopher John ha recensito il film su Ares Magazine n. 14 e ha commentato che "Per coloro che vogliono un film pieno di azione e stimolante, Tuono blu è una scommessa sicura. Fai attenzione, George, i Jedi hanno concorrenza".

## Riconoscimenti
- 1984 - Premio Oscar
  - candidatura per il miglior montaggio a Frank Morriss e Edward Abroms
- 1984 - Saturn Award
  - Miglior attrice non protagonista a Candy Clark
  - candidatura come miglior film di fantascienza
  - candidatura per il miglior attore a Roy Scheider

## Altri media
Dopo il successo del film venne prodotta la serie televisiva Tuono blu, che durò solo per una stagione, undici episodi nel 1984; ambientazione e protagonisti furono modificati.
Un videogioco sul film, Blue Thunder, venne prodotto nel 1987 per la console Action Max, un poco noto sistema basato su pistola ottica e filmati in VHS; il gioco divenne un pezzo estremamente raro.
Un altro Blue Thunder uscì nel 1984 per alcuni home computer, e faceva riferimento non ufficiale al film, senza averne licenza.

## Remake
Nel 2015 la Columbia Pictures/Sony ha annunciato la produzione di un remake del film. Al posto dell'elicottero, al centro della storia ci sarà un drone. Nel 2021 il progetto fu cancellato.